# Río Olteț
El río Olteț es un curso de agua de la cuenca hidrográfica del Danubio, afluente por la derecha del Olt. Discurre por el sur de Rumanía, por los distritos de Gorj, Vâlcea y Olt.

## Descripción

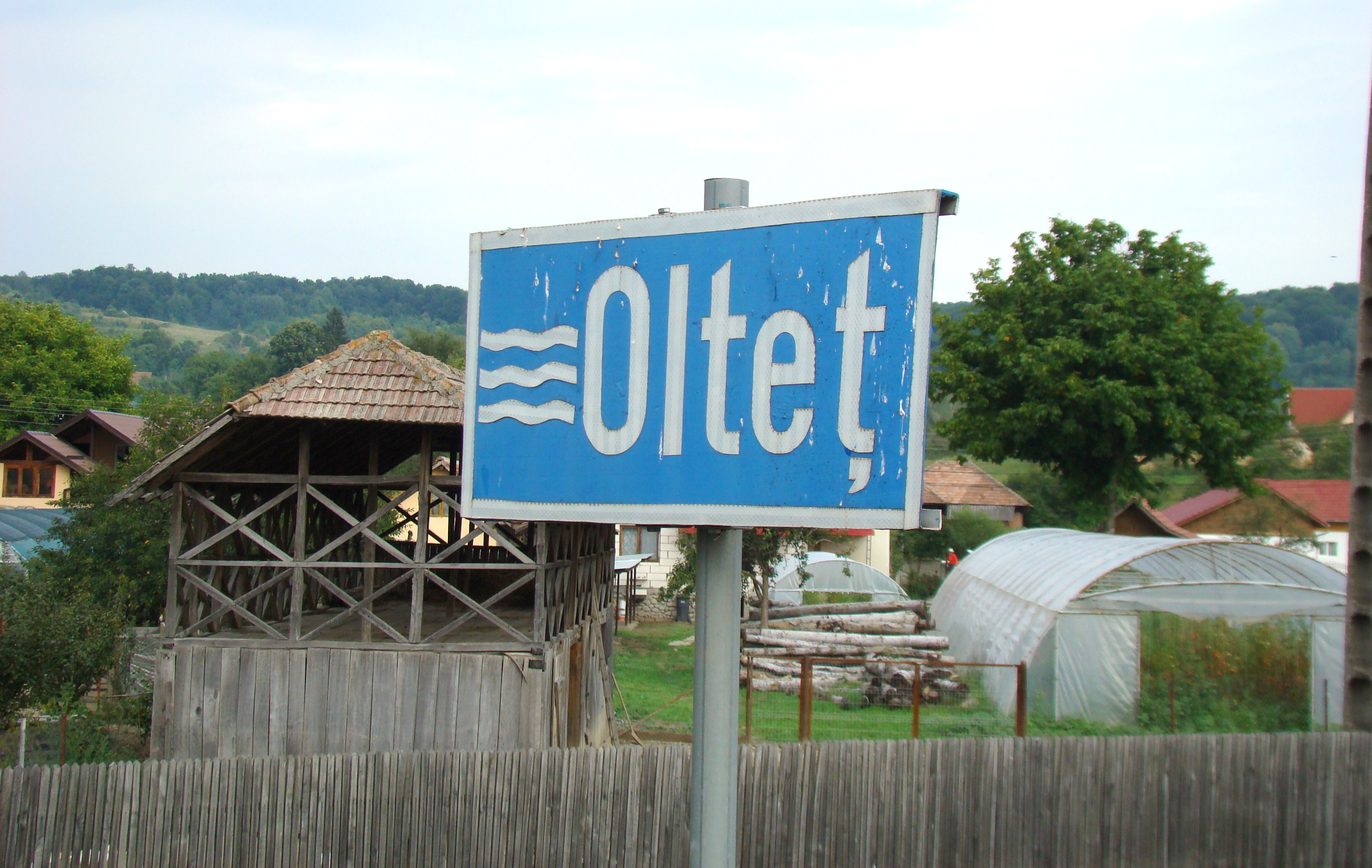
Letrero con el nombre del río en Alimpești

Se trata de uno de los principales afluentes por la derecha del río Olt.  Nace en el condado de Gorj, por el que fluye de norte a sur. Pasa entre lugares como Sârbești, Alimpești, Corșoru y Mateești, Alunu, Colțesti, Sinești, Grădiștea, Tina, Pleșoiu, Pârâienii de Sus, Pârâienii de Mijloc, Pârâienii de Jos, Zătreni, Gănești, Lăcustenii de Jos, Cârlogani, Benești, Otetelișu, Bălcești, Balș, terminando por desembocar en el Olt entre Fălcoiu y Cioroiu.  Entre sus afluentes por la izquierda se encuentran los ríos Tărâia y Cerna y por la derecha los ríos Călui y Geamărtălui.